# Majda Strobl
Majda Strobl (rojena Bizilj), slovenska pravnica in političarka, * 20. maj 1920, Ljubljana, † 2. junij 1997, Ljubljana.
Bila je prva slovenska profesorica ustavnega prava in dekanja Pravne fakultete v Ljubljani.

## Življenje in delo
Maturirala je leta 1938 na ženski realki v Ljubljani, po gimnaziji se je vpisala na Pravno fakulteto v Ljubljani, kjer je diplomirala leta 1943. Zaposlila se je v javni upravi, leta 1944 so jo promovirali za doktorico prava, leta 1953 so jo izvolili za asistentko (prva ženska na tej funkciji) na Pravni fakulteti. Doktorirala je 1954 z doktorsko disertacijo Razlastitev v pravnem sistemu Federativne ljudske republike Jugoslavije. Tedaj se je začela njena univerzitetna profesorska pot, ki se je v večji meri zaključila leta 1975, ko je postala sodnica Ustavnega sodišča SRS, čeprav je občasno še vedno delovala na fakulteti. Naziv izredne profesorice za ustavno pravo in razvoj ljudske oblasti je pridobila leta 1965, v naziv redna profesorica ustavnega prava je bila izvoljena leta 1971.
Leta 1946 se je poročila s kmetijskim tehnikom Ludvikom Stroblom, zaposlenim na Kemijskem inštitutu. Bil je strokovnjak za semenarstvo, prispeval je k razvoju gojenja krompirja, razvil je nove sorte te rastline. V zakonu sta se jima rodila sin Gorazd in hčerka Tjaša.
Področje njenega dela je bilo ustavno pravo, na katedri sta poleg nje delovala tudi strokovnjaka Makso Šnuderl in Gorazd Kušej, ki sta Stroblovo spodbudila, da se je v petdesetih letih izpopolnjevala na Pravni fakulteti Evropskega univerzitetnega centra (angl. European University Centre), tri mesece se je ob koncu petdesetih let izobraževala tudi na Fakulteti za primerjalno pravo na Univerzi v Luksemburgu (angl. University of Luxembourg). Izpopolnjevanje na teh dveh priznanih institucijah sta pripomogli, da je Stroblova večkrat sodelovala na mednarodnih srečanjih na več univerzah, aktivna je bila predvsem na področju primerjalnega prava. Sodelovala je s profesorjem Maksom Šnuderlom, ki je pripravljal jugoslovansko ustavno pravo v slovenščini, leta 1966 je izdala drugo knjigo o tem sistemu z naslovom Politični sistem Jugoslavije – organizacija družbenopolitičnih skupnosti, ki je definirala organizacijo tedanje države. Napisala je več učbenikov, po upokojitvi je sodelovala pri ustanovitvi katedre za ustavno pravo na Pravni fakulteti.

## Funkcije
- dekanja Pravne fakultete (1971–1973)
- sodnica Ustavnega sodišča SRS (1975–1983) (tretja ženska na tej funkciji)
- soustanoviteljica in zadnja predsednica Zveze društev za ustavno pravo Jugoslavije (1987–1991)
- zvezna poslanka organizacijskopolitičnega zbora zvezne skupščine (1967–1969)
- delegatinja v družbeno-političnem zboru skupščine SRS
- odbornica mestnega sveta in skupščine mesta Ljubljana (1964–1969)
- predsednica mestnega zbora skupščine mesta Ljubljana (1969–1974) – v tem času se je med drugim ukvarjala tudi z urejanjem statuta mesta, ureditvijo razdelitve pristojnosti na mestni ravni in komunalno ureditvijo
- soustanoviteljica Društva za ustavno pravo Slovenije

## Nagrade in priznanja
- 1984 ji je Pravna fakulteta ob upokojitvi dodelila naziv zaslužna profesorica
- 19990 red dela z rdečo zastavo, odlikovanje SFRJ